# Allochthonius yoshizawai
Espèce
Allochthonius yoshizawai est une espèce de pseudoscorpions de la famille des Pseudotyrannochthoniidae.

## Distribution
Cette espèce est endémique de la préfecture d'Ehime au Japon. Elle se rencontre à Kumakōgen dans la grotte Hiura-do.

## Description
Le mâle holotype mesure 1,97 mm.

## Étymologie
Cette espèce est nommée en l'honneur de Kazunori Yoshizawa.

## Publication originale
- Viana & Ferreira, 2021 : « A new troglobitic species of Allochthonius (subgenus Urochthonius) (Pseudoscorpiones, Pseudotyrannochthoniidae) from Japan. » Subterranean Biology, vol. 37, p. 43–55 (texte intégral).